# Vadinho Baião
Edvaldo Baião Albino (Ubá, 7 de março de 1959) é um tecnólogo em Cooperativismo e político brasileiro.

## Biografia
Vadinho Baião é tecnólogo em Cooperativismo e inicia sua carreira política em 1979, participando da fundação do Partido dos Trabalhadores (PT) de Belo Horizonte. Em 1981 também participa da fundação do PT de Ubá. 
Foi eleito vereador em Ubá por duas vezes (1996 e 2000). Em 2004 exerceu mandato de Deputado Federal, pelo Partido dos Trabalhadores (PT), e disputou a Prefeitura de Ubá, ficando em segundo lugar. Em 2005, reassumiu a cadeira parlamentar de Deputado Federal, no biênio 2005/2006. 
Foi eleito prefeito de Ubá, em 5 de outubro de 2008, com 63,41% dos votos válidos. Exerceu o cargo entre os anos de 2009 e 2012.
No ano de 2012 foi reeleito prefeito de Ubá, com 26.367 votos, o equivalente a 52% dos votos válidos. Foi o primeiro prefeito reeleito da história política de Ubá.